# Гадалов, Иван Герасимович
Иван Герасимович Гадалов (1840, д. Рябинка, Ковровского уезда Владимирской губернии — 16 августа 1907, Москва) — сибирский купец второй, а затем и первой гильдии, благотворитель. Занимал должность Канского городского головы, в 1894—1897 годах был гласным Томской городской думы. Почётный потомственный гражданин, статский советник (с 1897).

## Биография
Сын крепостного крестьянина князя Шаховского Герасима Петровича Гадалова (1808—1876), который выкупил себя и занялся торговлей. Учился грамоте у сельского дьячка. В тринадцать лет по поручению отца, прослышавшего об открытии месторождения золота, отправился по торговым делам в Сибирь. Писался канским купцом первой гильдии. В 1865 он был избран словесным судьей Канска, будучи одновременно городским головой и проработал в этой должности три срока по три года. Позже долгое время жил в Красноярске.
Гадалов торговал бакалейными, галантерейными, колониальными и мануфактурными товарами, одеждой и обувью, ювелирными изделиями. Владел магазинами в Томске, Красноярске, Енисейске и Канске. Его торговая фирма называлась «И. Г. Гадалов и сыновья». К 1900 году по всей Сибири у него было четырнадцать магазинов. В 1895 Иван Герасимович стал совладельцем товарищества «Технико-промышленное бюро и К° для электрического освещения в Томске», которое занималось строительством и последующей эксплуатацией городской электростанции.
В Красноярске купец владел большим трёхэтажным каменным домом, который сам выстроил с привлечением архитектора М. Ю. Арнольда. Последнего пришлось привлечь к делу после того, как во время строительства произошло крупное обрушение, заинтересовавшее городские власти. Они выступали за то, чтобы работы были остановлены, купец же хотел поскорее, до наступления зимы, подвести здание под крышу. Приглашенный Арнольд помог Ивану Герасимовичу отстоять постройку, проведя экспертизу пострадавшего здания, которая пришла к выводам, что единственной причиной обрушения стали слабые арки, недостаток, который можно было относительно легко и быстро устранить. Архитектор разработал проект для дома, но затем между ним и Гадаловым произошел конфликт, так как купец вмешивался в процесс строительства и отдавал распоряжения помимо Арнольда и не ставя того в известность. В результате заканчивали дом в итоге уже другие люди.
В конце 90-х годов XIX века главная контора купца, занимавшаяся закупкой товаров и последующим сбытом их в Сибири, была перенесена в Москву. Там Иван Герасимович Гадалов и скончался 16 августа 1907 года.

## Семья
Имел старшего брата Николая (1835—1898), также крупного предпринимателя и благотворителя. Был дважды женат, второй раз — на Марии Егоровне Шульц. От двух браков имел трёх сыновей (Иннокентий, Пётр (1867—1918), Герасим) и дочь Елизавету.

## Благотворительность и общественная деятельность
Гадалов был старостой домовой казанской церкви Императорского Томского университета и членом комитета по постройке томского Троицкого кафедрального собора. Много занимался благотворительностью. На его деньги строились церкви, а также школы, богадельни, дома трудолюбия и ночлежки. В 1898 пожертвовал три тысячи рублей на строительство в Томске деревянной церкви, посвященной Иоанну Лествичнику. Внёс крупную сумму на постройку нового здания мужской гимназии в Красноярске, попечителем которой являлся. Также был попечителем Канского приюта для детей осуждённых. Жертвовал и на строительство женской гимназии.
В январе 1896 года газета «Енисейск» поместила заметку о том, что Гадалов пожертвовал 15 тысяч Томскому приюту для слепых и еще столько же на прочие городские нужды. Сделал он это в честь коронации Николая II и его супруги.
Являлся членом Восточно-Сибирского отдела Императорского Русского географического общества, членом Палестинского общества, почётным членом Императорского человеколюбивого общества, пожизненным членом Общества Красного Креста, членом-соревнователем Томского общества взаимного вспоможения приказчиков.

## Интересный факт
И. Г. Гадалов ежегодно публиковал в газете нечто вроде декларации о доходах. Он описывал, сколько заработал и как удалось увеличить свой капитал. Делалось это в целях поддержания репутации — купец хотел, чтобы читатели знали, что он не наживается на чужой беде, а дела свои ведёт честно, без обмана.